# Ioulian Roukavichnikov
Ioulian Mitrophanovitch Roukavichnikov (en russe : Иулиа́н Митрофа́нович Рукави́шников, né ĺe 29 septembre 1922 à Moscou et mort le 14 décembre 2000 à Moscou) est un sculpteur russe et soviétique, artiste du peuple d'URSS (1988).

## Biographie
Ioulian Roukavichnikov est le descendant de Mikhaïl Roukavichnikov, le petit-fils de Sergueï Roukavichnikov et le fils du sculpteur Mitrophane Sergueïevitch Roukavichnikov (1887-1946). Il étudie dans la même école de pilotage que le fils de Staline, Vassili Staline. 
Il termine en 1952 l'Institut des beaux-arts Sourikov de Moscou dans la division sculpture. Il a notamment comme professeur Alexandre Matveïev et Nikolaï Tomski. Grâce au fils de Staline, il réalise le monument funéraire de Catherine Djougachvili (au panthéon de Mtatsminda), la mère de Staline, alors qu'il n'est encore qu'étudiant.
Il est l'un des cofondateurs avec son fils Alexandre de la galerie M'ARS.
Roukavichnikov était membre correspondant de l'Académie des beaux-arts d'URSS (1978), membre effectif de l'Académie des beaux-arts de Russie (1997). Il était membre du PCUS depuis 1970.
Il meurt à Moscou le 14 décembre 2000 à Moscou et est enterré au cimetière Vagankovo.

### Famille
- Père : Mitrophane Roukavichnikov (1887-1946), sculpteur.
- Femme : Anguelina Filippova  (1923-1986), sculptrice.
- Fils : Alexandre Roukavichnikov (né en 1950), sculpteur, artiste du peuple de la fédération de Russie.
- Petit-fils : Filipp Roukavichnikov (né en 1974), sculpteur, membre-correspondant de l'Académie des beaux-arts de Russie.

## Distinctions
- Artiste honoré de la RSFSR (1970)
- Artiste du peuple de la RSFSR (1978)
- Artiste honoré de l'URSS (1988)
- Prix d'État de la fédération de Russie pour son cycle de sculptures « la Nature (évolution et transformations) ».
- Prix Lénine du Komsomol (1978) — pour l'obélisque en hommage à la mort de Youri Gagarine  et Vladimir Sereguine.
- Ordre de l'Honneur (1997)[4].
- Ordre du Drapeau rouge du Travail (1982)[5].
- Ordre de l'Amitié des peuples (1993)[6]
- Médaille d'argent du concours pansoviétique du festival international de la jeunesse de Moscou (1957).

## Œuvres
Nombre d'œuvres de Roukavichnikov se trouvent à la galerie Tretiakov.
- 1960 : Statue d'Anton Tchekhov (Taganrog).
- 1971 : Statue d'Ivan Kourtchatov (Moscou).
- 1971 : Buste de Vladimir Oulianov (lycée n° 1 d'Oulianovsk).
- 1974 : Statue d'Alexeï Chtchoussev (érigée en 1980, Moscou).
- 1975 : Obélisque à l'emplacement du lieu où est survenue la mort de Youri Gagarine et Vladimir Sereguine.
- 1987 : Buste de Nikolaï Stroïev (Moscou)[7]
- 1983 : Bustes de  Mikhaïl Souslov et Leonid Brejnev (devant les murs du Kremlin de Moscou).
- 1984 : Stèle « Aux libérateurs de Rostov » (avec la collaboration de son épouse, Rostov-sur-le-Don).
- 1990 : « Arbre de vie ». Représentation de l'URSS auprès de l'ONU (New York).

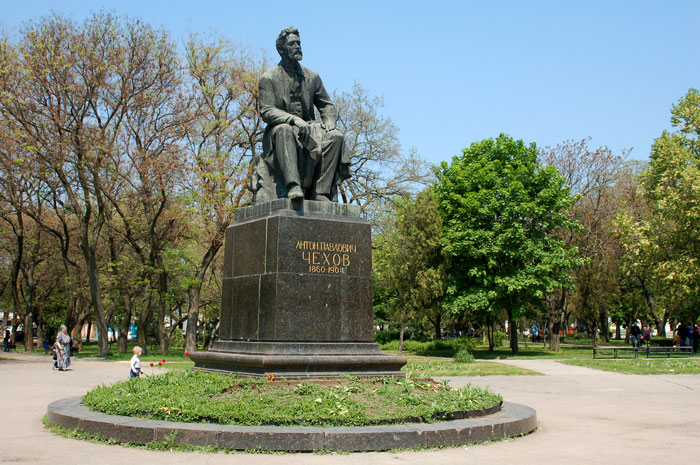
Statue d'Anton Tchekhov sur la place Rouge (Taganrog).